# Phare de Monte Serrat
Le Phare de Monte Serrat (en portugais : Farol de Monte Serrat)  est un phare situé près du Fort Monte Serrat , dans la  Baie de Tous les Saints (Baía de Todos-os-Santos), dans l'État de Bahia - (Brésil).
Ce phare est la propriété de la Marine brésilienne et il est géré par le Centro de Sinalização Náutica e Reparos Almirante Moraes Rego (CAMR) au sein de la Direction de l'Hydrographie et de la Navigation (DHN).

## Histoire
Le phare actuel, mis en service en 1935, est situé au bout du promontoire nommé Ponta de Humaitá, sur la côte est de la Baie de Tous les Saints, à environ 16 km au nord du phare de la Barra.
C'est une tour conique en fonte, avec une petite galerie galerie, de 10 m de haut, peint en blanc et rouge.
Ce feu émet, à une hauteur focale de 11 m, un éclat rouge toutes les dix secondes avec une portée maximale de 11 milles marins (environ 20 km).
Identifiant : ARLHS : BRA156 ; BR1500 - Admiralty : G0249 - NGA :18048.

## Caractéristique dufeu maritime
- Fréquence sur 10 secondes : (R)
  - Lumière : 1 seconde
  - Obscurité : 9 secondes

|          |
| Le phare |

|                  |
| ponta de Humaitá |

### Lien connexe
- Liste des phares du Brésil